# Rugozitate

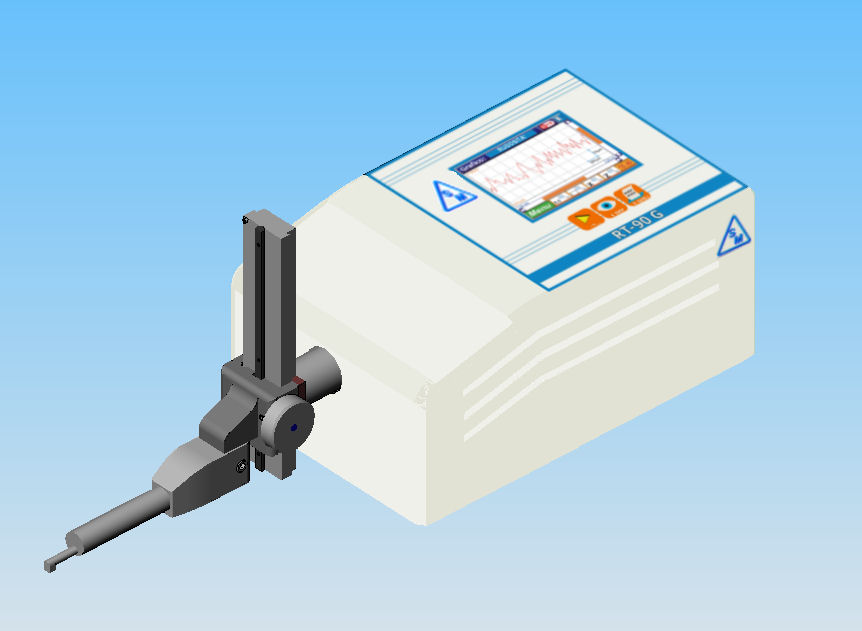
Rugozimetru - instrument de măsură a rugozității suprafeței

Rugozitatea suprafeței (de obicei denumită pe scurt rugozitate), în l.engl.surface roughness, în franc. état de surface este o componentă a texturii suprafeței. Aceasta este cuantificată prin abaterile în direcția vectorului normal al unei suprafețe reale de la forma sa ideală. Dacă aceste abateri sunt mari, suprafața este aspră; dacă abaterile sunt mici, suprafața este netedă. Rugozitatea în general este considerată a fi o componentă de frecvență înaltă, pe lungimi de undă scurtă a microneregularităților suprafeței de măsurat (vezi și metrologia suprafeței). Totuși, în practică, este necesar adesea să se cunoască atât parametrii de amplitudine a  profilului de rugozitate cât și frecvența pentru a se asigura că o suprafață este potrivită unui scop anume.
Rugozitatea reprezintă măsurarea la scară microgeometrică a variațiilor în înălțime ale  unei suprafețe fizice (conform metrologiei suprafețelor). Această măsurare este diferită de determinarea abaterilor de la  forma geometrică corectă care caracterizează geometria suprafeței sau denivelările nedorite. Rugozitatea cu valori mari poate fi o caracteristică  nedorită, deoarece cauzează mărirea frecării  și uzurii, dar poate fi și benefică, deoarece permite aderența  peliculei de ulei și preîntâmpină formarea punctelor de sudură între suprafețele în mișcare (fenomenul de gripaj).
Profilul real al suprafeței unei piese poate fi măsurat și vizualizat prin diferite metode: cu palpatoare mecanice, metode optice sau optic tridimensionale.
Neregularitățile apar datorită frecării dintre fața de așezare a sculei așchietoare și suprafața prelucrată a piesei, vibrațiilor sculei față de suprafața de prelucrat  sau ca urmare a vibrațiilor de frecvență înaltă ale mașinii-unelte  Formarea rugozității este condiționată și de deformațiile elastice și plastice din stratul superficial al materialului piesei care se prelucrează prin așchiere.

## Parametri

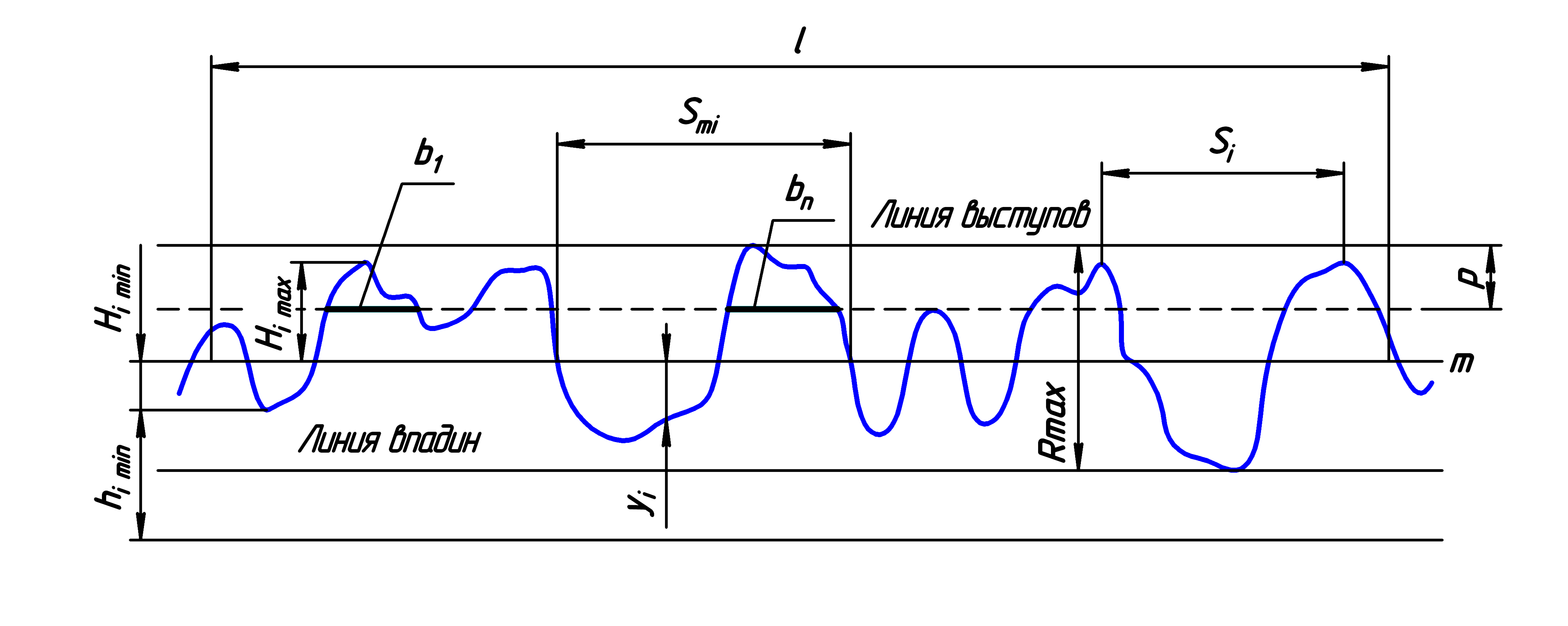

Valoarea rugozității se determină prin calcularea unor parametri definiți prin standardul național român SR EN ISO 4287: 2003.
Valoarea rugozității poate fi calculată fie pe un profil (linie) sau pe o suprafață (arie, zonă). Parametrii pentru rugozitatea profilului (Ra, Rq, ...) sunt cei mai frecvenți. Totuși, parametrii de suprafață (Sa, Sq, ...) dau valori mai semnificative.
Sunt mai mulți parametri ai rugozității în uz, dar {\displaystyle R_{\text{a}}} este cel mai folosit din motive istorice și nu pentru că ar caracteriza mai bine rugozitatea: primele măsurători puteau determina doar acest parametru.  Alți parametri utilizați mai des sunt {\displaystyle R_{\text{z}}}, {\displaystyle R_{\text{q}}} și {\displaystyle R_{\text{sk}}}. Unii parametri sunt folosiți numai în anumite industrii sau în anumite țări. De exemplu, clasa de parametru {\displaystyle R_{\text{k}}} este folosită în principal pentru cămașa cilindrului, iar parametrii Motif sunt folosiți în primul rând în Franța, în industria de automobile. Metoda Motif oferă o evaluare grafică a profilului suprafeței, fără filtrarea ondulației din rugozitate. Un motif constă dintr-o porțiune a suprafeței dintre două picuri (vârfuri) succesive.
Fiecare dintre formulele enumerate presupune că profilul rugozității a fost filtrat din datele de profil brute și  a fost calculată linia medie. Profilul rugozității conține  {\displaystyle n} puncte echidistante și {\displaystyle y_{i}} este distanța verticală de la linia medie la punctul  {\displaystyle i^{\text{th}}}. Înălțimea se presupune a fi pozitivă în direcția sus. {\displaystyle l} este lungimea de referință a profilului filtrat al rugozității.
{\displaystyle R_{\text{a}}} este abaterea medie aritmetică a profilului evaluat și reprezintă media aritmetică a valorilor absolute ale ordonatelor profilului,  în limitele unei lungimi de bază (cf. standard SR EN ISO 4287:2003., Specificații geometrice pentru produse.Starea suprafeței. Metoda profilului). 
{\displaystyle Ra={\frac {1}{l}}\int \limits _{0}^{l}|Z(x)|dx}
unde l este lungimea de bază a profilului de rugozitate.           
{\displaystyle R_{\text{p}}} este înălțimea maximă a profilului și reprezintă distanță dintre cel mai mare vârf și linia medie a profilului de rugozitate în limitele lungimii de bază.
{\displaystyle R_{\text{p}}=\max _{i}y_{i}}
{\displaystyle R_{\text{v}}} este adâncimea maximă de gol al profilului  și reprezintă distanță dintre cel mai adânc gol  și linia medie în limitele lungimii de bază.
{\displaystyle R_{\text{v}}=\min _{i}y_{i}}
{\displaystyle R_{\text{t}}} este înălțimea totală a profilului, fiind distanța dintre cel mai mare vârf și cel mai adânc gol.
{\displaystyle R_{\text{t}}}= {\displaystyle R_{\text{p}}} + {\displaystyle R_{\text{v}}}
{\displaystyle R_{\text{q}}} este abaterea medie pătratică a profilului evaluat și reprezintă abaterea standard a distribuției înălțimilor profilului.
{\displaystyle R_{\text{q}}={\sqrt {{\frac {1}{n}}\sum _{i=1}^{n}y_{i}^{2}}}}
{\displaystyle R_{\text{zDIN}}} este înălțimea în {\displaystyle s} puncte a profilului și anume media valorilor absolute ale înălțimilor celor de mai sus  {\displaystyle {\frac {s}{2}}} proeminențe și a celor mai adânci {\displaystyle {\frac {s}{2}}} goluri în limitele lungimii de referință {\displaystyle l}.
{\displaystyle R_{\text{zDIN}}={\frac {1}{s}}\sum _{i=1}^{s}R_{{\text{t}}i}}
Standardul Industrial Japonez JIS folosește zece puncte pentru determinarea {\displaystyle R_{\text{z}}}: cinci puncte pentru cele mai de sus proeminențe  și cinci puncte pentru cele mai adânci goluri în limitele lungimii de referință {\displaystyle l}.
{\displaystyle R_{\text{zJIS}}={\frac {1}{5}}\sum _{i=1}^{5}R_{{\text{p}}i}-R_{{\text{v}}i}}

### Filtre
Rugozitatea este o proprietate a stării suprafețelor alături de ondulație și de abaterile de formă. Pentru a determina interacțiunea dintre suprafețe, rugozitatea trebuie să fie separată de celelalte forme cu ajutorul unor filtre.
După o măsurătoare, pentru a procesa datele obținute, instrumentele informatizate folosesc metoda celor mai mici pătrate (cu un arc de cerc sau o linie aplicată datelor este îndepărtată forma). În continuare, suprafața căreia i s-au suprimat componentele cu lungime de undă lungă este trecută printr-un filtru  cu o anume valoare a cut-off-ului, (lungime de undă de tăiere)  fiind îndepărtate ondulațiile.
Instrumentele folosesc trei filtre convenționale analogice (sau digitale care le simulează pe cele analogice): ISO 2CR, 2CR PC  și un filtru matematic denumit Gaussian. Primele două pot fi considerate ca filtrul 2CR.
Filtrul electronic 2CR este format din doi condensatori și doi rezistori (de aici și denumirea sa). Este unul dintre primele filtre utilizate la măsurătoarea rugozității. Amplitudinile ondulatorii   pe lungimea cut-off-ului este redusă cu 75%. ISO 2CR înlătură primele două cut-off-uri ale suprafeței, în timp ce 2CR PC îndepărtează primul și ultimul cut-off din profilul/suprafața analizat(-ă).
La filtrul matematic Gaussian valoarea cut-off-ului este dată de lățimea distribuției Gauss.  Filtrul îndepărtează jumătate din primul cut-off și jumătate din ultimul cut-off.

## Influența rugozității suprafețelor asupra proprietăților funcționale ale pieselor de mașini
Rugozitatea suprafețelor pieselor de mașini, prelucrate prin așchiere, influențează asupra unor proprietăți (caracteristici) funcționale ale suoprafețelor. Principalele proprietăți funcționale ale pieselor care sunt influențate în mare măsură de rugozitatea suprafețelor sunt următoarele:
- rezistența la frecare și uzură a suprafețelor;
- rezistența la coroziune;
- rezistența la oboseală a pieselor;
- caracterul ajustajelor cu joc sau strângere;
- etanșeitatea îmbinărilor mobile;
- rigiditatea de contact.

## Analiza profilului de rugozitate cu ajutorul funcțiilor aleatorii
Profilele de rugozitate ale suprafețelor metalice prelucrate în condițiile unui proces tehnologic stabil pot fi considerate funcții aleatorii staționare. Mărimile caracteristice ale funcțiilor aleatorii staționare sunt funcția de autocorelație și funcția densității spectrale de putere. Funcția de autocorelație R(τ) descrie în mod riguros unele caracteristici ale profilului de rugozitate, iar forma acestei funcții evidențiază componentele periodice și pe cele aleatorii ale profilului. În esență, funcția de autocorelație exprimă gradul de dependență între ordonatele profilului de rugozitate corespunzătoare diferitelor valori ale variabilei τ.  În notația R(τ), τ reprezintă distanța dintre două ordonate ale funcții aleatorii. Este posibil să se analizeze funcția R(τ) considerând că profilul de rugozitate conține o componentă periodică pe care este suprapusă o componentă aleatorie. Componenta aleatorie a profilului este aproximată printr-o funcție exponențială, iar componenta periodică- printr-o funcție trigonometrică, de exemplu funcția cosinus. Acest tip de profile de rugozitate ale suprafețelor pot fi observate la suprafețe generate prin strunjire, frezare sau rabotare.
Parametrii utili ai funcției de autocorelație sunt:
- Lungimea de corelație λ este definită ca fiind lungimea necesară pentru micșorarea valorii R(τ) la 1/10 din valoarea sa inițială R(0), deci pentru τ = 0, care este valoarea inițială a funcției. Interpretarea fizică a parametrului λ este că acest parametru exprimă distanța minimă între două puncte ale profilului (considerate pe abscisa liniei medii m a profilului de rugozitate) care nu sunt corelate.
- Lungimea de undă medie de corelație λw indică o lungime de undă medie a asperităților profilului.

Funcțiile de autocorelație se pot determina cu ajutorul unor aparate electronice speciale, numite corelatoare, care efectuează calculul automat al valorilor funcției de autocorelație, pe baza graficului semnalului analogic provenit de la un profilograf-profilometru.
Funcția densității spectrale de putere S(ω) se definește ca transformată Fourier a funcției de autocorelație. Cu ω s-a notat pulsația semnalului aleator. Funcția densității spectrale de putere pune în evidență conținutul în domeniul frecvențelor al profilului de rugozitate. Această funcție oferă o evaluare directă a componentelor periodice ale profilului, sub forma unor vârfuri discrete (picuri) pe diagrama densității spectrale de putere. Determinarea densității spectrale de putere prin mijloace analogice se realizează prin trecerea unui semnal electric prin filtrele „trece-bandă” ale unui analizor de frecvențe și măsurarea puterii transmise la fiecare frecvență. Se folosesc analizoare heterodină de frecvențe.

## Clasificare
Există 14 clase de rugozitate, notate de la N0 la N13, în care {\displaystyle R_{\text{a}}} variază de la 0,0125 la 100 μm.
| ISO NO. | {\displaystyle R_{\text{a}}} (μm) | {\displaystyle R_{\text{a}}} (μin) |
| ------- | --------------------------------- | ---------------------------------- |
| N0      | 0.0125                            | 0.5                                |
| N1      | 0.025                             | 1                                  |
| N2      | 0.05                              | 2                                  |
| N3      | 0.10                              | 4                                  |
| N4      | 0.20                              | 8                                  |
| N5      | 0.40                              | 16                                 |
| N6      | 0.80                              | 32                                 |
| N7      | 1.60                              | 63                                 |
| N8      | 3.20                              | 125                                |
| N9      | 6.30                              | 250                                |
| N10     | 12.50                             | 500                                |
| N11     | 25                                | 1000                               |
| N12     | 50                                | 2000                               |
| N13     | 100                               | 4000                               |

## Reprezentare pe desene tehnice
Conform SR ISO 1302: 1996 pentru înscrierea stării suprafețelor în desenele tehnice se folosesc 4 simboluri:
Un simbol de bază:

Trei simboluri derivate:
- suprafețe la care se cere o îndepărtare de material prin prelucrare:

- suprafețe la care este strict interzisă îndepărtarea de material prin prelucrare:

- toate piesele au aceeași stare a suprafeței:

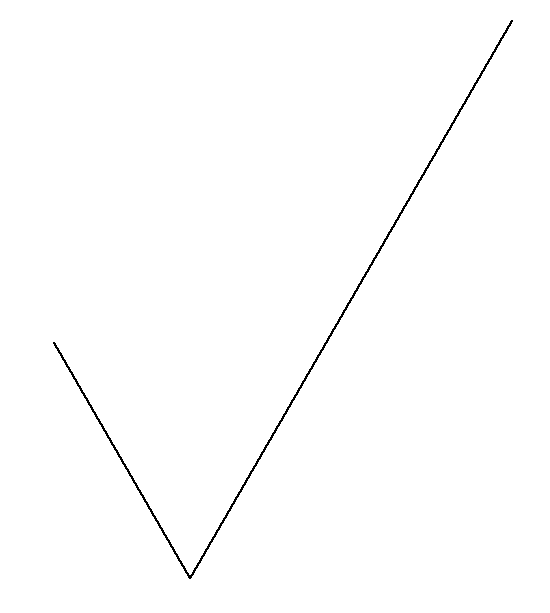

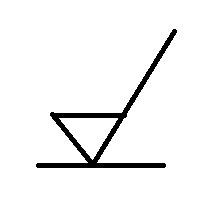

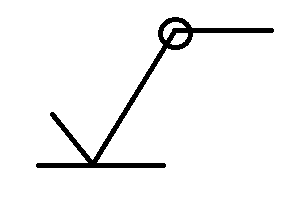

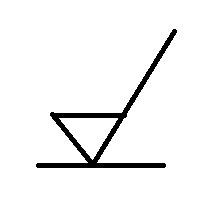

Pe desenele tehnice se trece rugozitatea folosind un semn specific în formă de V împreună cu informațiile dorite (standardul ISO 1302: 1996): parametrul de profil, valoarea numerică a rugozității. 
a reprezintă  valoarea maximă a rugozității Ra sau Rz. Toți parametrii numerici sunt în microni.  
b reprezintă valoarea numerică a adaosului de prelucrare, în milimetri
c - simbolul orientării neregularităților (vezi figura de mai jos și explicațiile aferente) (Exemplu: =)  
d - procedura de prelucrare sau alte condiții legate de fabricație (cum ar fi rectificarea)
e - simbolul parametrului ondulației și valoarea acestuia sau lungimea de bază (în milimetri) pentru unul dintre parametrii prescriși Ra sau Rz
f - valoarea altor parametri de rugozitate, cum ar fi Rz 
Semnul pentru rugozitate este plasat în colțul din dreapta jos al desenului tehnic și se aplică tuturor elementelor de suprafață. Dacă există suprafețe cu rugozități (dorite) diferite se notează separat pe fiecare suprafață cu vârful simbolului orientat spre suprafața respectivă. Indicațiile din interiorul simbol trebuie să poată fi citite din dreapta sau de jos. Simbolurile se trasează direct pe linia de contur a  suprafaței sau pe o linie ajutătoare. 

În figura de mai jos  este simbolizată direcția urmelor de așchiere conform SR ISO 1302:95. Primul simbol (stânga sus V =) înseamnă că direcția striațiilor (a urmelor de așchiere) este paralelă cu planul de proiecție a suprafeței simbolizate. Al doilea simbol  înseamnă că direcția striațiilor este perpendiculară cu planul de proiecție a suprafeței simbolizate. Al treilea simbol înseamnă că direcția striațiilor este încrucișată, înclinată față de planul de proiecție a suprafeței simbolizate.  Al patrulea simbol (dreapta sus) înseamnă că direcția striațiilor este în mai multe direcții. Simbolul C (precedat de simbolul rugozității)  înseamnă că direcția striaților este aproximativ circulară și concentrică față de centrul suprafeței simbolizate. Simbolul R din dreapta jos (precedat de simbolul rugozității)  înseamnă că direcția striațiilor este aproximativ radială față de centrul suprafeței simbolizate. 

## Legături externe
- Surface Metrology Guide
- Roughness terminology Arhivat în 3 martie 2016, la Wayback Machine.
- Ra and Rz description
- Surface Roughness (Finish) Review and Equations
- SPE (Surface Profile Explorer)
- Rugozitatea suprafețelor Arhivat în 14 februarie 2016, la Wayback Machine., Cătălin Apostol

## Vezi și
- Sablare